# Alleshausen
Alleshausen is een plaats in de Duitse deelstaat Baden-Württemberg, en maakt deel uit van het Landkreis Biberach.
Alleshausen telt 534 inwoners.

## Geografie
Alleshausen ligt op een heuvel op de grens tussen het Federseeried en een Morenengebied uit het Rissglaciaal. Vroeger lag de gemeente direct aan de oever van het meer, maar door de tijd trok dit meer zich steeds verder terug.
Alleshausen bestaat uit het gelijknamige dorp en het gehucht Brasenberg.
Buurgemeenten
Alleshausen grenst aan de gemeenten Uttenweiler, Seekirch, Bad Buchau, Moosburg en Betzenweiler.

## UNESCO Werelderfgoed
In Alleshausen en omgeving bevinden zich Prehistorische paalwoningen. Sinds 27 juni 2011 worden deze erkend als Unesco Werelderfgoed.

## Politiek
De gemeenteraad van Alleshausen bestaat uit 8 leden. De raad wordt voorgezeten door burgemeester Patrick Hepp (CDU).
Achstetten ·
Alleshausen ·
Allmannsweiler ·
Altheim ·
Attenweiler ·
Bad Buchau ·
Bad Schussenried ·
Berkheim ·
Betzenweiler ·
Biberach an der Riß ·
Burgrieden ·
Dettingen an der Iller ·
Dürmentingen ·
Dürnau ·
Eberhardzell ·
Erlenmoos ·
Erolzheim ·
Ertingen ·
Gutenzell-Hürbel ·
Hochdorf ·
Ingoldingen ·
Kanzach ·
Kirchberg an der Iller ·
Kirchdorf an der Iller ·
Langenenslingen ·
Laupheim ·
Maselheim ·
Mietingen ·
Mittelbiberach ·
Moosburg ·
Ochsenhausen ·
Oggelshausen ·
Riedlingen ·
Rot an der Rot ·
Schemmerhofen ·
Schwendi ·
Seekirch ·
Steinhausen an der Rottum ·
Tannheim ·
Tiefenbach ·
Ummendorf ·
Unlingen ·
Uttenweiler ·
Wain ·
Warthausen